# Чіа (Кундінамарка)
Чіа (ісп. Chía; в перекладі з мови чибча букв. означає місяць) — місто й муніципалітет у колумбійській провінції Центральна Савана (департамент Кундінамарка).
Через близьке сусідство зі столицею, містом Богота, нині Чіа фактично стає його передмістям.

## Географія
Муніципалітет на півночі межує з муніципалітетом Кахіка, на півдні — з Боготою, на заході — з муніципалітетами Табіо й Тенхо, на південному заході — з муніципалітетом Кота, на півночі та сході — з муніципалітетом Сопо.

## Історія
До іспанського завоювання території сучасного міста населяли муїски. Поселення було центром поклоніння богині місяця Чіа. 24 березня 1537 року поселення було завойовано іспанським конкістадором Гонсало Хіменесом де Кесадою, який і заснував сучасне місто Чіа.